# 宮下直紀
宮下 直紀（みやした なおき、1972年1月11日 - ）は、日本の俳優。
東京都目黒区出身。明治大学付属中野高等学校定時制中途退学。所属事務所は、オフィスジュニア、長良プロダクションを経て、2010年7月より株式会社BCA所属。2022年現在はフリー。俳優業は休業状態にあり、不動産営業などを経て、災害備蓄用品管理会社の役員を務めている。身長172cm。
2時間ドラマのほかにも舞台俳優としても活動している。また、サッカーチームザ・ミイラに所属している。ポジションはフォワード。

## 来歴
東京都目黒区の小さな町工場に生まれ、3代が暮らす10人の大家族で育った。目黒区立五本木小学校、武蔵工業大学付属中学校（現：東京都市大学付属中学校）卒業後、同高校在学中の15歳（1987年）で芸能界に入り、『藤子不二雄の夢カメラ2』でデビュー。
1990年、映画『のぞみ♥ウィッチィズ』の主役に抜擢（）された頃は、アイドル路線が強かった。歌手としても活動し、2000年代以降は2時間ドラマを中心に活動していた。
結婚と子供の誕生を機に、2011年に芸能界を引退。災害非常用電源メーカー勤務を経て、災害備蓄に関わるスタートアップ企業にて執行役員として従事し、傍らで母校である五本木小学校のPTA会長、学校評議員も務めていた。

## 人物
身長172cm。防災士と健康運動指導士の資格を所持している。

## スポーツマンNo.1決定戦
最強の男は誰だ!壮絶筋肉バトル!!スポーツマンNo.1決定戦の芸能人サバイバルバトルの第1回から第8回まで出場しており、過去3回ファイナリストの経験がある。ガッツあふれるプレーが特徴で、MONSTER BOXへの激突もいとわない。また感極まって涙を流す事もあり、第4・7回（どちらも逆転されてファイナル進出を逃した大会）の脱落時は堪え切れずに号泣した。出場した全大会で4 - 9位の総合順位を推移する安定感を持っていた。
芸能人サバイバルバトル
| 大会      | 放送日               | 総合順位 |
| --------- | -------------------- | -------- |
| 第1回大会 | 1996年4月2日         | 8位      |
| 第2回大会 | 1997年4月2日         | 8位      |
| 第3回大会 | 1998年4月1日         | 4位      |
| 第4回大会 | 1998年10月2日        | 7位      |
| 第5回大会 | 1999年3月26日        | 6位      |
| 第6回大会 | 2000年3月24日        | 5位      |
| 第7回大会 | 2000年10月10日・14日 | 9位      |
| 第8回大会 | 2001年3月23日        | 9位      |

## 出演

### テレビドラマ
- 月曜ドラマランド「藤子不二雄の夢カメラ2」（1987年、フジテレビ系） - 勇 役（デビュー）
- 主婦代行いたします
- 制作2部青春ドラマ班（1987年10月-12月27日、テレビ朝日系）
- ホテル物語・夏!（1989年7月-9月、TBS系）
- 鉄窓の中の女教師（1990年8月30日、日本テレビ系）
- 明日に向かって走れ!（1989年10月-12月、CX）
- ドラマチック22（TBS系）
  - 「南くんの恋人」（1990年4月28日）
  - 「性風俗家族」（1990年5月26日）
- スクール☆ウォーズ2（1990年9月 - 1991年1月、大映テレビ・TBS系） - 森田誠 役
- 水曜グランドロマン・たったひとりの卒業式
- 花王名人劇場「千代の富士物語」（1991年6月、フジテレビ系） - 千代の富士（秋元貢）（少年-新弟子時代） 役
- ルージュの伝言　VOL.11「月夜のロケット花火」（1991年6月12日、TBS）
- フェリスはある朝突然に（1991年7月6日、テレビ東京）
- 映画みたいな恋したい エピソード19「フェリスはある朝突然に」（1991年7月6日、テレビ東京系）
- 不思議サスペンス・盗聴（1991年8月、関西テレビ系） - 主演
- 世にも奇妙な物語
  - 「40年」（1991年） - 梶本時夫
  - 「デンデラ野」（1992年） - 仁科茂
- 女たちの太平洋戦争（1991年12月3日、テレビ朝日）
- 八百八町夢日記 第2シリーズ 第3話「情け深川えんま橋」（1991年、日本テレビ系） - 清次 役
- オカルト勘平 UFOはXマスに墜ちる!（1991年12月24日、TBS系）
- ある愛の詩（1991年12月28日、テレビ東京）
- 東京エレベーターガール（1992年、TBS系） - 西山亨 役
- 大人は判ってくれない「素晴らしき日曜日」（1992年2月20日、フジテレビ）
- コラ!なんばしよっと（1992年6月 - 7月、NHK総合）
- 本当にあった怖い話「赤い糸の恐怖」（テレビ朝日）
- 先生でいたい（1992年9月17日、日本テレビ系）
- 腕におぼえあり3（1993年1月 - 3月、NHK）
- コラ!なんばしよっと2（1993年6月 - 7月、NHK総合）
- 月曜ドラマスペシャル「キャメラマン健吾の旅情事件簿」（TBS）
- オレたちのオーレ!（1993年10月 - 12月、TBS系）
- ドラマ新銀河「欅通りの人びと」（1994年1月 - 2月、NHK総合） - 増田キヨシ 役
- 夏子の酒（1994年1月 - 3月、フジテレビ系）
- 横浜心中（1994年1月 - 3月、日本テレビ）
- 恋するシティボーイ（1994年4月24日、毎日放送）
- 真夜中の乗客（1994年5月23日、TBS系）
- 夢見る頃を過ぎても（1994年10月 - 12月、TBS）
- 恋の宝石箱（第2夜）永遠に恋人同士でいる方法（1994年12月27日、日本テレビ）
- ママに宿題（1995年7月 - 9月、TBS）
- 毎日放送開局45周年記念スペシャルドラマ櫻「散る日に」
- 火曜サスペンス劇場（日本テレビ）
  - 「盲人探偵 松永礼太郎 6 狙撃」（1996年2月27日）
  - 「父と娘の真実」（2002年12月3日）
  - 「6月の花嫁・四重奏」（2005年6月7日）
- 十津川警部シリーズ11「南伊豆高原殺人事件」（1996年7月8日、TBS系）
- 厄除け商売繁盛殺人事件（1996年12月14日、テレビ朝日）
- 御家人斬九郎 第2シリーズ 第3話「母の仇討」（1997年、フジテレビ / 映像京都） - 倉田源之助
- 女出張料理人が行く!!（1997年6月20日、フジテレビ系）
- ウルトラマンティガ 第39話「拝啓ウルトラマン様」（1997年、毎日放送、TBS系） - キリノ・マキオ 役
- 月曜ドラマ・イン「研修医なな子」（1997年10月 - 12月、テレビ朝日） - 田上弘 役
- 新・御宿かわせみ（1997年 - 1998年、テレビ朝日）
- 土曜ワイド劇場（テレビ朝日）
  - 「20周年特別企画・法医学教室の事件ファイル7」（1998年1月3日）
  - 「救急救命士・牧田さおり2」（2003年5月31日）
- くれなゐ（1998年4月 - 6月、よみうりテレビ、日本テレビ系） - 木之内智彦 役
- 水曜ミステリー9（テレビ東京系）
- 金曜エンタテイメント「松本清張七回忌特別企画・薄化粧の男」（1998年6月26日、フジテレビ） - 相場健児 役
- びんぼう同心御用帳 第9話「夢の続き」（1998年9月10日、テレビ朝日） - 秋元左馬次 役
- 京都迷宮案内（1999年1月 - 3月、テレビ朝日）
- 暴れん坊将軍シリーズ（テレビ朝日 / 東映）
  - 暴れん坊将軍X 第6話「大嘘つきの美女!愛を試した裏帳簿」（2000年） - 岩崎逸馬 役
  - 暴れん坊将軍IX 第17話「乙女の叫び 私の命をさしあげます!」（2000年） - 庄三 役
- 八丁堀の七人 第2シリーズ 第4話「殺された女将!赤ん坊の父親は同心!?」（2001年、テレビ朝日） - 清吉 役
- 水戸黄門（C.A.L・TBS系）
  - 第30部 第6話「酔いどれ親父の北国に春・盛岡」（2002年2月11日） - 仙蔵 役
  - 第37部 第5話「陰謀砕いた美人姫・越後高田」（2007年5月7日） - 関本又七郎 役
  - 第39部 第3話「いずれが正義？侍の魂・岡崎」（2008年10月27日） - 秋葉隆之介 役
- 金曜エンタテイメント・温泉名物女将!湯の町事件簿2（2002年5月24日、フジテレビ系）
- 女と愛とミステリー 「保険調査員・蒲田吟子3」（2002年8月25日、テレビ東京） - 中島悟
- おばはん刑事!流石姫子 「横浜港涙の連続殺人」（2002年9月7日、テレビ朝日）
- 女と愛とミステリー「松本清張没後10年特別企画・たづたづし」（2002年11月24日、BSジャパン） - 藤巻勝志 役
- 女と愛とミステリー・異端の夏（2003年1月19日、BSジャパン）
- 愛の劇場「大好き!五つ子 第5シリーズ」（2003年、TBS系） - 片岡英作 役
- 追分殺人事件（2004年3月21日、BSジャパン）
- 刑事調査官 玉坂みやこ 第2作（2004年8月20日、フジテレビ系） - 小宮山裕二（吉岡製作所 元従業員）役
- 軽井沢殺人事件（2004年9月5日、BSジャパン）
- こちら本池上署（2004年10月 - 12月、TBS系） - 狩野英明
- 愛の劇場「ママは女医さん」（2004年、TBS系）
- 金曜時代劇・最後の忠臣蔵（2004年11月 - 12月、NHK）
- 月曜ミステリー劇場「おばさん会長・紫の犯罪清掃日記! ゴミは殺しを知っている6」（2004年、TBS系） - 甲斐真彦 役
- 信濃のコロンボ事件ファイルシリーズ（テレビ東京） - 木下真司 刑事 役
- 水曜ミステリー9「農家の嫁は弁護士・神谷純子ふるさと事件簿」（テレビ東京）
- 運のない女・最期の誕生日（2005年8月22日、TBS系）
- 乗せなかった乗客（2005年8月28日、BSジャパン）
- 篝警部補の事件簿3/浅間・松本殺人水脈（テレビ東京）
- 杜の都殺人事件（2006年1月8日、BSジャパン）
- 名奉行! 大岡越前 第2シリーズ第8話（2006年7月4日、テレビ朝日） - 紋次 役
- 事件記者 浦上伸介4（2006年6月4日、BSジャパン） - 荻野雅史
- テレビ朝日火曜時代劇「新・桃太郎侍」（2006年7月 - 9月、テレビ朝日系） - 松吉 役
- 日曜劇場「鉄板少女アカネ」第6話（2006年、TBS系） - 山川謙二 役
- 冠婚葬祭探偵（2007年、TBS） - 沢渡隆広 役
- 新春ワイド時代劇「徳川風雲録 八代将軍吉宗」第3部（2008年1月2日、テレビ東京）
- 篝警部補の事件簿 4 〜古都鎌倉・奇跡の石殺人!〜（2008年4月16日、テレビ東京） - 大貫 役
- 新報道プレミアA/ドキュメンタリードラマ リストラ園長（2008年、フジテレビ系）
- 金曜時代劇「密命 寒月霞斬り」第4話（2008年5月9日、テレビ東京）
- 土曜プレミアム 完全犯罪ミステリースペシャル 新証言!三億円事件・40年目の謎を追え!（2008年、フジテレビ）
- 寧々〜おんな太閤記 第2部 天下人の妻（2009年、テレビ東京）
- 東京マラソン物語〜そして街はひとつになった〜（2009年3月21日、フジテレビ系）
- ハンチョウ〜神南署安積班〜シリーズ4 〜正義の代償〜 第10話（2011年6月13日、TBS） - 本宮照之 役

### 映画
- のぞみ♥ウィッチィズ（1990年、松竹） - 主演 司葉遼太郎 役
- 阿修羅の伝説
- 湘南純愛組!1〜5 主演 - 鬼塚英吉 役
- サーキットの狼 ACT1/ACT2
- とっておきVirgin Love
- ソウル・ミュージック・ラバーズ・オンリー

### その他のテレビ番組
- ウッチャンナンチャンのやるならやらねば!
- 新報道プレミアA
- 世界ウルルン滞在記
- 最強の男は誰だ!壮絶筋肉バトル!!スポーツマンNo.1決定戦
- 元気の源泉
- 田舎に泊まろう!
- 歌のビッグファイト!
- 週間グランパスエイト

### アニメ
- あなたが振り返るとき（1993年） - 秀継 役
- 花より男子（1996年 - 1997年、テレビ朝日系） - 道明寺司 役

### ミュージカル
- TYハーバーシアター公演（天王洲）
- 宮本亜門オリジナルミュージカル第3弾 熱帯祝祭劇マウイ（天王洲）
- 下町のショーガール（全国公演）

### 舞台
- 天童よしみ特別公演（新歌舞伎座）
- 同期の桜（靖国神社境内遊就館前特設舞台）

### CM
- オンワード樫山
- コカ・コーラ
- エバラ食品「浅漬けの素」
- 東京アカデミー専門学校

## ディスコグラフィ
- 全てのシングル・アルバムは日本コロムビアからリリースされた。

### シングル
| # | 発売日          | 曲順 | タイトル                 | 作詞       | 作曲             | 編曲     | 規格品番  |
| - | --------------- | ---- | ------------------------ | ---------- | ---------------- | -------- | --------- |
| 1 | 1988年 10月1日  | 01   | No.1                     | 松本一起   | 馬飼野康二       | 奥慶一   | 10CA-8084 |
| 1 | 1988年 10月1日  | 02   | RAIN・君が消えた雨       | 松本一起   | 馬飼野康二       | 奥慶一   | 10CA-8084 |
| 2 | 1989年 2月1日   | 01   | RUNNING FOREVER          | 松本一起   | タケカワユキヒデ | 山本健司 | 10CA-8138 |
| 2 | 1989年 2月1日   | 02   | Stay in my heart         | 松本一起   | 小杉保夫         | 山本健司 | 10CA-8138 |
| 3 | 1989年 6月1日   | 01   | SWEAT                    | 松本一起   | 佐藤健           | 林有三   | CA-8217   |
| 3 | 1989年 6月1日   | 02   | 帰りたくないSummer Night | 松本一起   | 大塚修司         | 林有三   | CA-8217   |
| 4 | 1989年 10月21日 | 01   | スリルを抱きしめたい     | 松本一起   | 佐藤健           | 林有三   | CA-8271   |
| 4 | 1989年 10月21日 | 02   | LIP・STICK! BABY         | 園部和範   | 吉実明宏         | 林有三   | CA-8271   |
| 5 | 1990年 3月1日   | 01   | HEARTBEATが聴こえる      | 佐藤ありす | 羽場仁志         | 林有三   | CA-8397   |
| 5 | 1990年 3月1日   | 02   | WAKE UP!                 | 小林まさみ | 池毅             | 林有三   | CA-8397   |